# Gallicolumba luzonica
La paloma apuñalada de Luzón o la corazón sangrante de Luzón (Gallicolumba luzonica) es una especie de ave columbiforme de la familia Columbidae. Es una paloma endémica de las islas filipinas de Luzón y Polillo. Posee una característica de plumaje color rojo sangre en el pecho.

## Subespecies
Se conocen tres subespecies de Gallicolumba luzonica:
- Gallicolumba luzonica griseolateralis Parkes, 1962
- Gallicolumba luzonica luzonica (Scopoli, 1786)
- Gallicolumba luzonica rubiventris Gonzales, 1979